# Beziehungskapital
Das Beziehungskapital stellt die Beziehung einer Organisation zu ihren Stakeholdern, beispielsweise Kunden und Lieferanten, sowie zu sonstigen Partnern und der Öffentlichkeit dar und zeigt den Wert auf, den diese Stakeholder den Geschäftsbeziehungen beimessen. Durch die Analyse von Beziehungskapital können Managemententscheidungen und -prozesse eines Unternehmens bewertet und Kommunikation gesteuert werden.
Beziehungskapital als immaterieller Unternehmenswert untersucht Stakeholder-Beziehungen und grenzt sich deutlich vom Shareholder-Value-getriebenen Blick auf Unternehmen und Absatzmärkte ab. Stattdessen rückt die Bedeutung von Meinungsmärkten, immateriellen Vermögenswerten und deren Wertschöpfungspotenzialen in den Mittelpunkt. Das Konzept kommt insbesondere im strategischen Stakeholder-Management, für die Erstellung von Wissensbilanzen und im Rahmen der Corporate-Social-Responsibility-Berichtspflicht zur Anwendung.